# Seehasenfest
Das Seehasenfest ist ein Kinder- und Heimatfest in Friedrichshafen am Bodensee. Es findet seit 1949 jährlich an einem Wochenende im Juli statt.

## Geschichte
Nachdem Friedrichshafen nach dem Zweiten Weltkrieg durch Bombenangriffe fast völlig zerstört war, suchten die Stadtväter nach einer Möglichkeit, vor allem den Kindern etwas Freude zu bringen. Da die Stadtkasse durch den Wiederaufbau der Stadt fast leer war, suchte man freiwillige Helfer, die das Fest planen und durchführen sollten. Die Koordination des Ganzen übernahm der neu gegründete Festausschuss, in dem unter anderem Bürgermeister Max Grünbeck und Stadtrat Konstantin Schmäh saßen. Die Idee eines Kinderfestes kam ursprünglich von Schmäh und wurde stark unterstützt durch dessen Schwester Elisabeth.
Das erste Seehasenfest fand am Montag, den 25. Juli 1949, statt. Bereits damals gab es beispielsweise einen Kinderfestzug mit über 4000 Schulkindern und einen Vergnügungspark.

## Der Seehas
Der Seehas ist die Hauptfigur des Festes. Er wird in der Regel von einem jungen Mann aus der Region dargestellt, der ein weißes Hasenfell-Kostüm mit schwarzen Flecken trägt. Als Hauptfigur ist er dazu verpflichtet, bei allen wichtigen Veranstaltungen des Festes anwesend zu sein bzw. mitzuwirken.
Die Herkunft des Namens Seehas ist nicht eindeutig nachweisbar. Klar ist nur, dass er nichts mit dem Fisch Seehase bzw. mit der Meeresschnecke Aplysia, die auch Seehase genannt wird, zu tun hat. Die Bewohner von Friedrichshafen und anderen Orten am Bodensee sollen aber früher Seehasen genannt worden sein, die Häfler bezeichnen sich auch heute noch so. Auch taucht der Name Seehas bei den Sieben Schwaben auf. Weit zurück in die Geschichte geht die Deutung, die sich auf die Abbildung eines springenden Hasen in einer römischen Standarte bezieht, die das Zeichen einer römischen Legion im heutigen Konstanz war. Etwas jünger ist der Bezug auf den Bauernführer Hase aus Überlingen, der im Bauernkrieg eine Rolle spielte. Die Narrenzunft von Sernatingen heißt auch Seehasen wodurch sie daran festhalten dass der Seehase ursprünglich von dort stammt. Was eine schwäbische Dichterin, gebürtig aus Friedrichshafen, welche 2009 gerade in diese Ortschaft gezogen war in einem Gedicht: Dr Ursprung - festhielt und es zur Eröffnung der Fastnacht am 11.11.2009 öffentlich vortrug. Pünktlich zum Jubiläum des 75. Seehasenfestes wurde dieses Gedicht auch in einem Kindle/E-Book veröffentlicht, mit einer Erweiterung warum der Seehase in Friedrichshafen blieb.

## Ablauf
Das Seehasenfest dauert fünf Tage (Donnerstag bis Montag).
Es beginnt mit dem Antrommeln sowie dem im Anschluss stattfindenden Bieranstich am Donnerstagnachmittag. Am Abend findet der Eröffnungsabend statt, bei dem jedes Jahr die Schülerinnen und Schüler einer Friedrichshafener Schule ein Theaterstück aufführen. Dieses wird am Freitag und am Sonntag wiederholt. Anschließend hält der Oberbürgermeister eine Eröffnungsrede und man singt gemeinsam das Heimatlied der Stadt Friedrichshafen.
Am Freitagmorgen finden auf dem Gelände des VfB Friedrichshafen Sportveranstaltungen für die Schüler statt, wie das Seehasen-Fußballturnier oder Volleyball- und Basketballturniere. Auch hier sind die Fanfarenzüge vertreten.
Am Samstagmittag findet das Einholen des Seehas mit dem Schiff statt. Anschließend verteilt der Seehas den Hasenklee, eine Stofftasche mit Spielen und Süßigkeiten, an die Erstklässler aus Friedrichshafen, die schon erwartungsvoll auf dem Rathausplatz warten. Zeitgleich beginnt auch das Armbrustschießen und Ballwerfen beim Zeppelindenkmal. Das Fischerstechen findet auch am Samstag im Gondelhafen statt. Am Samstagabend wird das Seehasen-Feuerwerk über dem See gezündet. Zu dieser Veranstaltung kommen immer sehr viele Leute an die Uferpromenade.
Am Sonntagmorgen findet ein ökumenischer Gottesdienst am Klangschiff an der Uferpromenade statt. Danach findet auf der Wiese hinter dem Graf-Zeppelin-Haus ein Standkonzert der Fanfarenzüge statt. Nachmittags findet der Festzug statt, an dem rund 4.000 Schülerinnen und Schüler aller Friedrichshafener Schulen mitwirken. Hier kann man den Seehas mit Schützenkönig(in) und Ballkönig(in) auf einem Festwagen sehen.
Am Montag schließlich finden morgens sportliche Wettkämpfe, wie Duathlon und Tretbootrennen, aber auch die Lustige Regatta statt, bei der das am einfallsreichsten gestaltete Floß prämiert wird. Das Ende des Seehasenfestes ist am Montagabend, wenn der Seehas verabschiedet wird.

## Veranstaltungen

### Antrommeln
Das Antrommeln, das seit 1984 durchgeführt wird, ist die erste Veranstaltung jedes Seehasenfestes. Am Gondelhafen kommen dazu am Donnerstag die Fanfarenzüge aus Friedrichshafen, der Spielmannszug und die Trommler der Bürgergarde zusammen und zeigen so den Beginn des Festes an.

### Armbrustschießen und Ballwerfen
Das Armbrustschießen für die Jungen fand bereits beim ersten Seehasenfest 1949 statt. Damals wie heute versuchen die Teilnehmer einer an einer Holztafel angebrachten Seehasenfigur ein goldenes Ei aus der Pfote zu schießen. Der Gewinner des Armbrustschießens wird Schützenkönig.
Damit auch die Mädchen eine ähnliche Veranstaltung haben, wird seit 1961 das Ballwerfen durchgeführt. Hier müssen die Mädchen versuchen mit einem Ball in eine Krone an einer Holztafel zu treffen. Die Siegerin dieses Wettbewerbs wird Ballkönigin genannt.
Seit dem Jahr 2000 können die Jungen auch beim Ballwerfen und die Mädchen beim Armbrustschießen teilnehmen, wobei letzteres häufiger in Anspruch genommen wird.

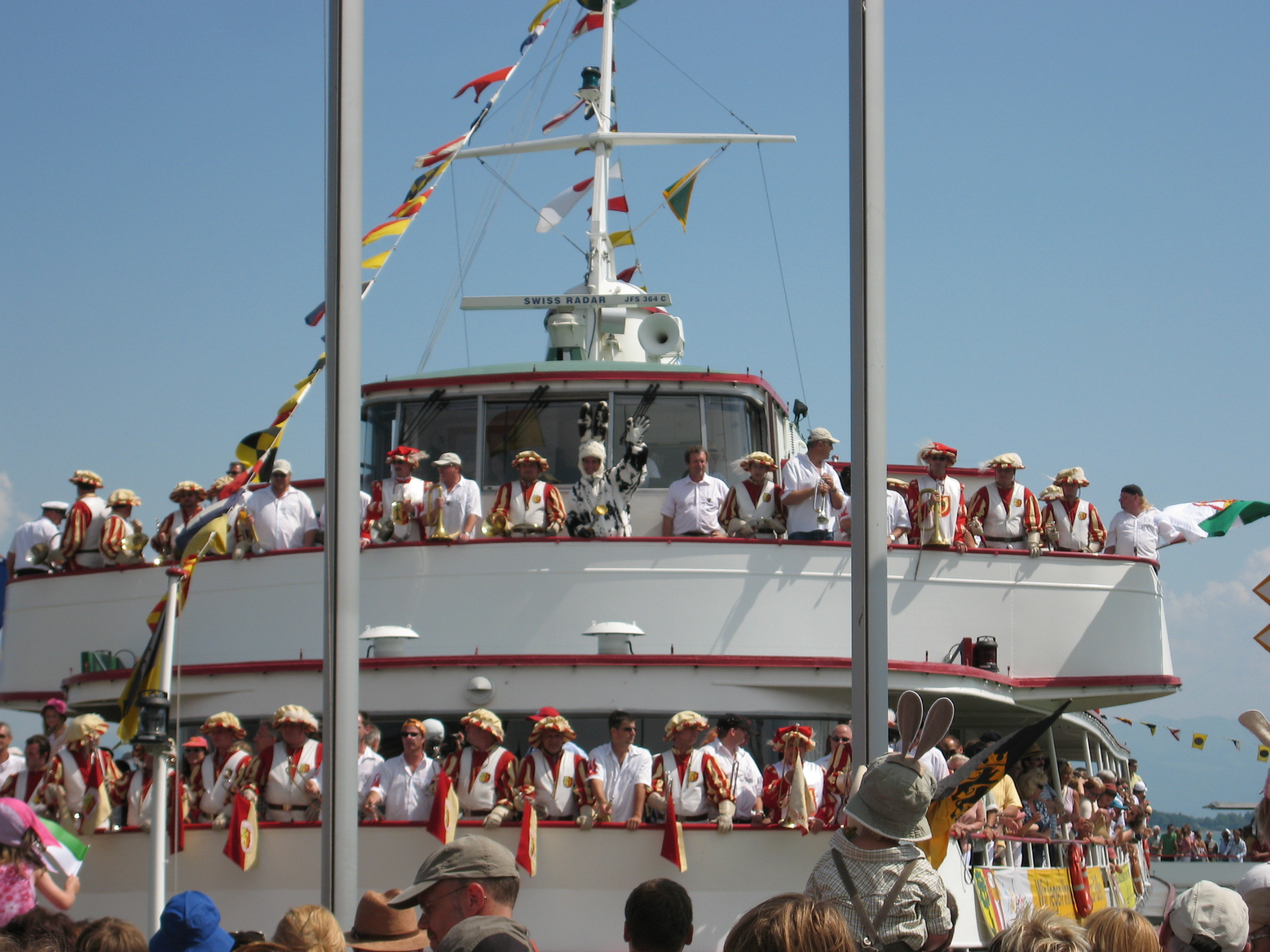
Ankunft des Seehasen mit dem Schiff

### Einholung des Seehas
Das Einholen des Seehas mit dem Schiff findet seit 1950 statt. Hierbei fahren Ehrengäste sowie zahlreiche Bürgerinnen und Bürger Friedrichshafens und die drei Fanfarenzüge mit insgesamt drei Schiffen am Samstag auf den See. Auf einem dieser Schiffe taucht der Seehas auf, woraufhin die Schiffe in den Hafen zurückfahren und dort mit Salutschüssen der Bürgergarde begrüßt werden. Dieses Schiff wird vornweg vom so genannten Seehasenachter des Rudervereins Friedrichshafen (RVF) begleitet. Der Seehas zieht danach mit den Fanfarenzügen und dem Spielmannszug zum Rathausplatz, um den Hasenklee, eine kleine Tüte mit Süßigkeiten und Spielsachen, an die Erstklässler zu verteilen. Diese Tradition wurde 1955 ins Leben gerufen.

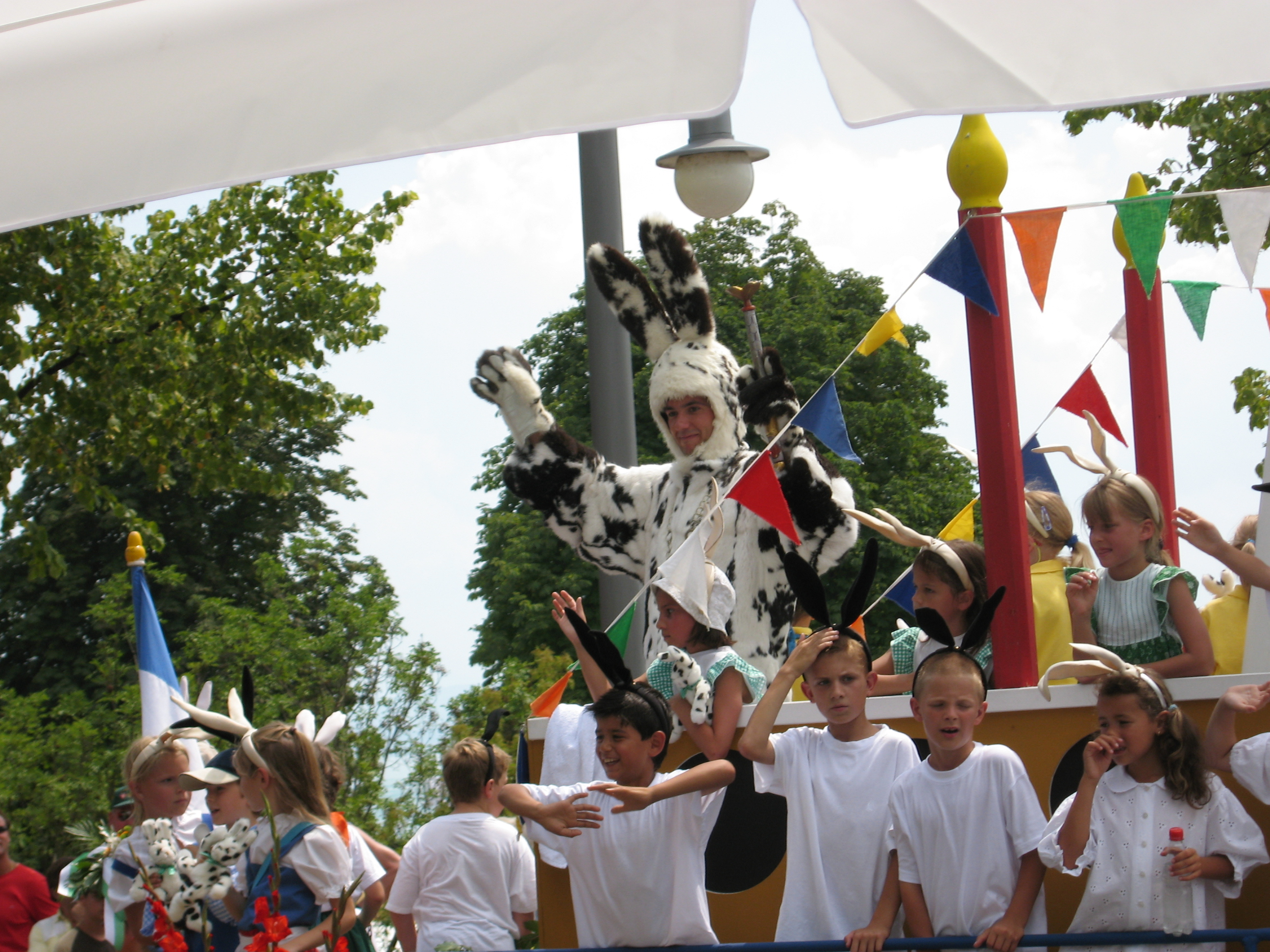
Der Seehase auf dem Festwagen beim Umzug

### Festzug
Der Festzug findet seit 1949 statt. Neben den vielen Erstklässlern, die als kleine Seehasen mit Hasenohren mitlaufen, stellen viele Schüler von Friedrichshafener Schulen das Motto des jeweiligen Seehasenfestes dar. Andere erzählen mit Verkleidungen Stellen aus der Stadtgeschichte, wie zum Beispiel die Wendelgardsage, den Angriff der Schweden im Dreißigjährigen Krieg, den Bau der Zeppeline.

### Fischerstechen
Das Fischerstechen wird seit 1953 im Gondelhafen nach Ulmer Vorbild veranstaltet. Mitglieder des Schwimmverein Friedrichshafen und DLRG Friedrichshafen ziehen dabei in bunten Kostümen über das Fest zum Gondelhafen. Dort treffen die zuvor ausgelosten Paarungen aufeinander. Ziel des Wettkampfes ist es, den Gegner mit einer ca. 3 m langen Lanze vom Boot zu stoßen. Verloren hat, wer das Podest verlässt, ins Wasser oder ins Boot fällt, wer seine Lanze verliert, oder wer zwei Strafpunkte erhält. Trefferfläche ist der gesamte Oberkörper.
Durch das K.-o.-System wird so ein Sieger ermittelt.
Der jeweilige Sieger vom Samstag bzw. Sonntag erhält den Fischerstecherpokal (Wanderpokal) auf dem er namentlich verewigt wird.
Das Stechen wird jedes Jahr am Seehasensamstag um 16 Uhr und am Seehasensonntag um 17 Uhr ausgetragen.

### Verabschiedung des Seehasen
Die Verabschiedung des Seehasen beginnt mit dem Aufmarsch der Fanfarenzüge, des Spielmannszuges und der Bürgergarde. Nach ein paar Musikstücken erscheint der Seehase und steigt auf ein Boot der Wasserschutzpolizei. Dort wird ihm mit einem traditionellen Gedicht ein Korb mit Möhren überreicht. Nach ein paar Dankesworten fährt der Seehas mit dem Boot auf den Bodensee hinaus, begleitet von aufsteigenden, mit Gas gefüllten Luftballons.

### Vergnügungspark
Der Vergnügungspark am Hinteren Hafen, auch Rummelplatz genannt, hat während der anderen Veranstaltungen des Seehasenfestes geöffnet. Seit mehreren Jahren ist dort beispielsweise das Jupiter-Riesenrad.

## Literatur und Film

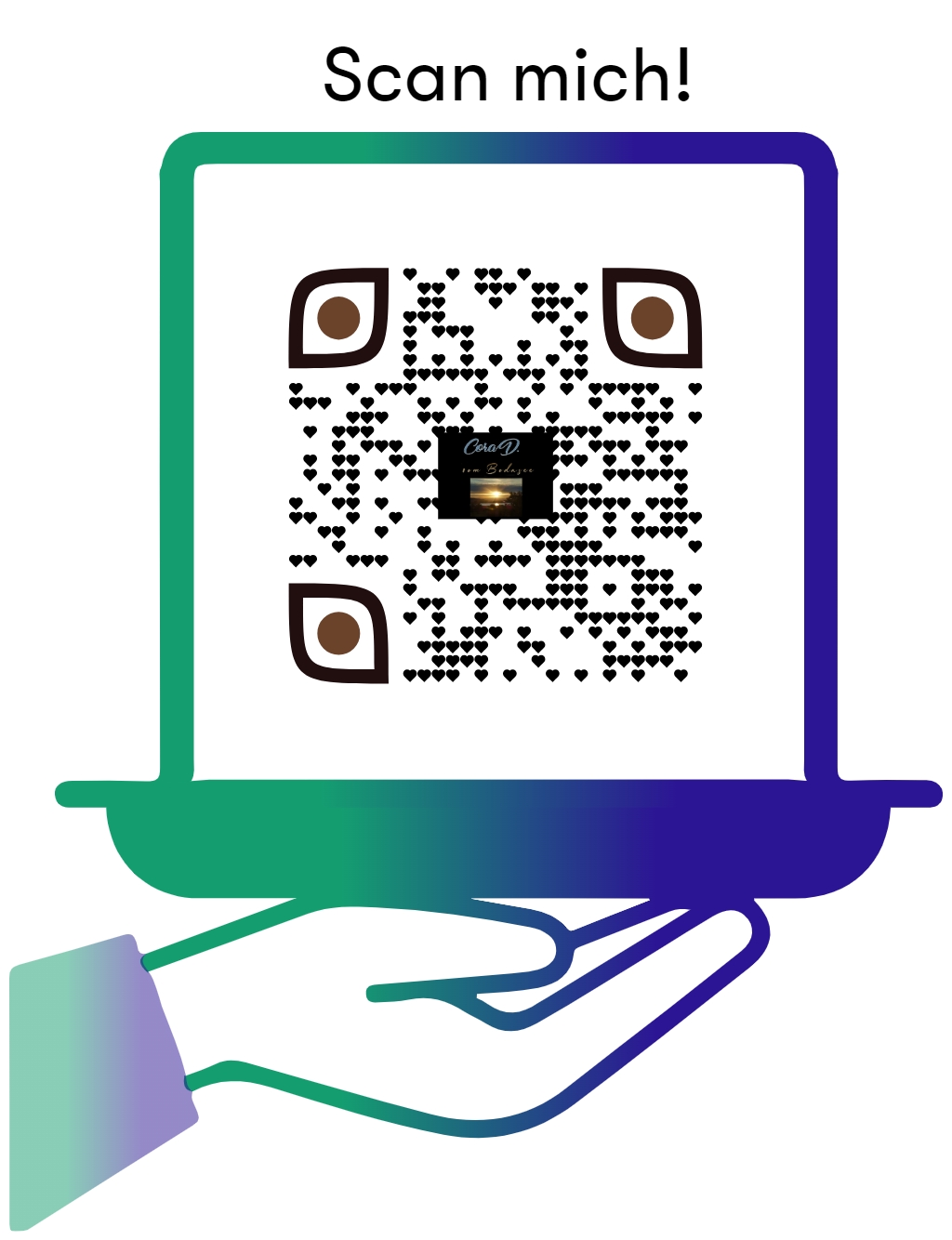
Auf Seite 15 wird der Ursprung des Seehasen beschrieben, da die Einwohner von Sernatingen den Seehasen ursprünglich von dort sehen und Friedrichshafler meinen der Seehas kam von ganz weit her, gelaufen übers Schwäb´sche Meer